# Radio Transat
| \| Localisation sur la carte de Saint-Martin (Antilles françaises) \| Localisation sur la carte de Saint-Martin. |
| Localisation sur la carte de Saint-Martin (Antilles françaises)                                                  |

Radio Transat est une radio émettant sur l'ensemble des Antilles françaises à Saint-Martin, Saint-Barthélémy, en Guadeloupe et en Martinique. Elle a été fondée en 1994. Son siège social est à Gustavia (Saint-Barthélemy) et ses studios à Marigot (Saint-Martin).
Radio Transat est « le 1er et unique réseau musical FM indépendant à être diffusé sur l’ensemble des iles Françaises de la Caraïbe ».

## Description
Radio Transat dont le slogan est « Le son Pop-Rock de la Caraïbe ! » a été fondée en 1994 par Christian Laporte. Son animateur principal est Thomas Krider. Elle est dirigée par Oleg Baccovich.
Dans les années 1990, l'unique radio Pop Rock des iles du Nord était RCI2, une radio musicale propriété du Groupe RCI aux Antilles. En 1996, RCI se retire des iles du Nord et libère ainsi les fréquences FM à Saint-Martin.
Diffusant ainsi à l'origine, dès la fin 1999, sur Saint-Martin et Saint-Barthélemy, elle ouvre ses antennes en 2012 à la Guadeloupe et à la Martinique. Depuis le retrait de RTL2 des Antilles, elle est la seule radio à y émettre du son pop/rock, accompagné de saoul, funk et reggae. La radio est aussi diffusée par satellite sur toute la Caraïbe via le bouquet de Canal+ et dans le monde entier par son site internet et son application téléchargeable sur Google Play et Apple Store.
Lors des divers cyclones dont Luis, Lenny ou Irma, Radio Transat parvient à continuer à émettre.
La radio a reçu de nombreuses personnalités comme Johnny Hallyday, Yannick Noah, Jean-Louis Aubert, Charlélie Couture ou encore Bono du groupe U2.
Marc Laufer, président de She Three, rachète Radio Transat en 2014 à Patrick Balkany qui l'avait lui-même reprise en 1996. En 2018, Oleg Baccovich, homme de médias et Jean-Luc Damoiseau, directeur général de la distillerie Damoiseau, rachètent la radio.
En avril 2019, Radio Transat entre en régie chez TF1 publicité pour la publicité extra locale. Pour célébrer ses 20 ans, Transat lance les Voyages-Concerts en partenariat avec Air Caraïbes mais la pandémie de Covid-19 bouleverse l'opération. Le premier concert devait être Lenny Kravitz.
Après avoir lancé Studio Transat (production audio) et Transat Impact (marquage événementiel) en janvier 2021, le Groupe Transat fonde Transat Medias qui développe un bouquet télé par satellite low cost (TV Caraïbes) sur la zone Antilles-Guyane.

## Programmes
Outre la diffusion de musiques pop, rock et saoul, la radio a pour rubriques, : 
- Radio Lol, une diffusion de sketchs d'humoristes ;
- L'horoscope et l'éroscope ;
- Le JDBN (Journal des bonnes nouvelles) ;
- Le JDBP (Journal des bons plans) ;
- Live Transat, des concerts.